# Keiō-Linie
| Streckenlänge: | 37,9 km                          |                              |                           |
| Spurweite: | 1372 mm (63 mm unter Normalspur) |                              |                           |
| Stromsystem: | 1500 V =                         |                              |                           |
| Minimaler Radius: | 110 m                            |                              |                           |
| Streckengeschwindigkeit: | 110 km/h                         |                              |                           |
| Zweigleisigkeit: | ganze Strecke                    |                              |                           |
| |                                  |                              |                           |
| Gesellschaft: | Keiō Dentetsu                    |                              |                           |
| \| \| \| ↔ Straßenbahn Tokio \| \| \| \| −0,6 \| Keiō-Shinjuku (京王新宿) \| 1927–1945 \| \| \| \| Shinjuku Oiwake (新宿追分) \| 1915–1927 \| \| \| \| Shinjuku-ekimae (新宿駅前) \| 1915–1945 \| \| \| \| Shinjuku \| 1945–1963 \| \| \| 0,0 \| Shinjuku (新宿) \| 1963– \| \| \| 0,6 \| Aoibashi (葵橋) \| 1915–1925 \| \| \| \| Shinjuku \| \| \| \| 1,0 \| Shinmachi (新町) \| 1914–1945 \| \| \| \| \| \| \| \| 1,4 \| Tenjinbashi (天神橋) \| 1914–1939 \| \| \| \| Hatsudai (初台) \| \| \| \| 1,8 \| Nishisandō (西参道) \| 1914–1945 \| \| \| 2,0 \| Hatsudai (初台) \| 1914–1978 \| \| \| 2,1 \| Hatashiro-Shōgakkō-mae \| Hatashiro-Shōgakkō-mae \| \| \| \| (幡代小学校前) \| 1914–1914 \| \| \| 2,4 \| Hatashiro (幡代) \| 1913–1945 \| \| \| \| \| \| \| \| \| \| \| \| \| \| Hatagaya (幡ヶ谷) \| 1913–1978 \| \| \| \| Hatagaya \| \| \| \| \| ← Neue Keiō-Linie \| 1978– \| \| \| \| \| \| \| \| 3,6 \| Sasazuka (笹塚) \| 1913– \| \| \| 4,4 \| Daitabashi (代田橋) \| 1913– \| \| \| 5,2 \| Meidaimae (明大前) \| 1913– \| \| \| \| ↔ Keiō Inokashira-Linie \| 1933– \| \| \| 6,1 \| Shimo-Takaido (下高井戸) \| 1913– \| \| \| \| → Setagaya-Linie \| 1925– \| \| \| 7,0 \| Sakurajōsui (桜上水) \| 1926– \| \| \| \| \| \| \| \| \| Depot Wakabadai \| \| \| \| 7,8 \| Kami-Kitazawa (上北沢) \| 1913– \| \| \| 8,4 \| Hachimanyama (八幡山) \| 1918– \| \| \| 9,1 \| Roka-kōen (芦花公園) \| 1913– \| \| \| 9,9 \| Chitose-Karasuyama \| Chitose-Karasuyama \| \| \| \| (千歳烏山) \| 1913– \| \| \| \| Sengawa \| \| \| \| 11,5 \| Sengawa (仙川) \| 1913– \| \| \| \| \| \| \| \| 12,5 \| Tsutsujigaoka (つつじヶ丘) \| 1913– \| \| \| 13,3 \| Shibasaki (柴崎) \| 1913– \| \| \| \| Nogawa \| \| \| \| \| \| \| \| \| \| \| \| \| \| \| \| \| \| \| 14,2 \| Kokuryō (国領) \| 1913– \| \| \| 14,9 \| Fuda (布田) \| 1913– \| \| \| \| \| \| \| \| 15,5 \| Chōfu (調布) \| 1913– \| \| \| \| \| \| \| \| \| \| \| \| \| \| → Keiō Sagamihara-Linie \| 1916– \| \| \| \| \| \| \| \| \| \| \| \| \| 17,0 \| Nishi-Chōfu (西調布) \| 1916– \| \| \| \| Chūō-Autobahn \| \| \| \| 17,7 \| Tobitakyū (飛田給) \| 1916– \| \| \| 18,8 \| Musashinodai (武蔵野台) \| 1916– \| \| \| \| ↔ Seibu Tamagawa-Linie \| 1917– \| \| \| 19,6 \| Tama-reien (多磨霊園) \| 1916– \| \| \| 20,4 \| Higashi-Fuchū (東府中) \| 1940– \| \| \| \| → Keiō Keibajō-Linie \| 1955– \| \| \| \| Higashi-Fuchū (東府中) \| 1916–1940 \| \| \| 21,9 \| Fuchū (府中) \| 1916– \| \| \| \| ↔ Musashino-Linie \| 1973– \| \| \| \| ↔ Shimokawara-Linie \| 1920–1976 \| \| \| 23,1 \| Bubaigawara (分倍河原) \| 1925– \| \| \| \| ↔ Nambu-Linie \| 1928– \| \| \| \| Chūō-Autobahn \| \| \| \| 24,7 \| Nakagawara (中河原) \| 1925– \| \| \| \| Tama-gawa \| \| \| \| 26,3 \| Seiseki-Sakuragaoka \| Seiseki-Sakuragaoka \| \| \| \| (聖蹟桜ヶ丘) \| 1925– \| \| \| 28,0 \| Mogusaen (百草園) \| 1925– \| \| \| \| → Keiō Dōbutsuen-Linie \| 1964– \| \| \| \| Betriebswerk Takahatafudo \| \| \| \| \| \| \| \| \| \| ↔ Einschienenbahn Tama \| 2000– \| \| \| \| Takahatafudō (高幡不動) \| 1925– \| \| \| \| \| \| \| \| \| Abstellanlage \| \| \| \| 32,1 \| Minamidaira (南平) \| 1926– \| \| \| 33,4 \| Hirayamajōshi-kōen \| Hirayamajōshi-kōen \| \| \| \| (平山城址公園) \| 1925– \| \| \| 34,9 \| Naganuma (長沼) \| 1925– \| \| \| 36,1 \| Kitano (北野) \| 1925– \| \| \| \| → Keiō Takao-Linie \| 1967– \| \| \| \| → Yokohama-Linie \| 1908– \| \| \| \| ←↓ Chūō-Hauptlinie \| 1889– \| \| \| \| ← Hachikō-Linie \| 1931– \| \| \| \| \| \| \| \| \| \| \| \| \| 37,9 \| Keiō-Hachiōji (京王八王子) \| 1925– \| \| \| \| ↓ Musashi Chūō Denki Tetsudō \| 1929–1939 \| |                                  |                              |                           |
| U-Bahn-Strecke von links (außer Betrieb) · U-Bahn-Strecke quer (außer Betrieb) · U-Bahn-Haltepunkt / Haltestelle quer (Strecke außer Betrieb) |                                  | ↔ Straßenbahn Tokio          | ↔ Straßenbahn Tokio       |
| U-Bahn-Strecke (außer Betrieb) · U-Bahn-Kopfbahnhof Streckenanfang (Strecke außer Betrieb) | −0,6                             | Keiō-Shinjuku (京王新宿)     | 1927–1945                 |
| U-Bahn-Haltepunkt / Haltestelle (Strecke außer Betrieb) · U-Bahn-Kopfbahnhof Streckenanfang und quer (Strecke außer Betrieb) · U-Bahn-Abzweig geradeaus und von rechts (Strecke außer Betrieb) |                                  | Shinjuku Oiwake (新宿追分)   | 1915–1927                 |
| U-Bahn-Strecke nach rechts (außer Betrieb) · U-Bahn-Haltepunkt / Haltestelle (Strecke außer Betrieb) |                                  | Shinjuku-ekimae (新宿駅前)   | 1915–1945                 |
| Kopfbahnhof Streckenanfang und quer (Strecke außer Betrieb) · U-Bahn-Kreuzung (im Tunnel) · Abzweig geradeaus und von rechts (Strecke außer Betrieb) |                                  | Shinjuku                     | 1945–1963                 |
| Kopfbahnhof Streckenanfang und quer (im Tunnel) · Kreuzung mit Tunnelstrecke und quer (im Tunnel) · U-Bahn-Kreuzung mit Tunnelstrecke (Strecke geradeaus außer Betrieb) · Strecke von rechts (im Tunnel) | 0,0                              | Shinjuku (新宿)              | 1963–                     |
| U-Bahn-Strecke (im Tunnel) · U-Bahn-Haltepunkt / Haltestelle (Strecke außer Betrieb) · U-Bahn-Strecke (im Tunnel) | 0,6                              | Aoibashi (葵橋)              | 1915–1925                 |
| Haltepunkt / Haltestelle (im Tunnel) · U-Bahn-Strecke (außer Betrieb) · Strecke (im Tunnel) |                                  | Shinjuku                     | Shinjuku                  |
| Strecke (im Tunnel) · U-Bahn-Haltepunkt / Haltestelle (Strecke außer Betrieb) · Abzweig geradeaus und ehemals nach halbrechts (im Tunnel) | 1,0                              | Shinmachi (新町)             | 1914–1945                 |
| Strecke (im Tunnel) · Abzweig geradeaus und von halblinks (Strecke außer Betrieb) · Strecke (im Tunnel) |                                  |                              |                           |
| Strecke (im Tunnel) · Haltepunkt / Haltestelle (Strecke außer Betrieb) · Strecke (im Tunnel) | 1,4                              | Tenjinbashi (天神橋)         | 1914–1939                 |
| Haltepunkt / Haltestelle (im Tunnel) · Strecke (außer Betrieb) · Strecke (im Tunnel) |                                  | Hatsudai (初台)              | Hatsudai (初台)           |
| Strecke (im Tunnel) · Haltepunkt / Haltestelle (Strecke außer Betrieb) · Strecke (im Tunnel) | 1,8                              | Nishisandō (西参道)          | 1914–1945                 |
| Strecke (im Tunnel) · Haltepunkt / Haltestelle (Strecke außer Betrieb) · ehemaliger Haltepunkt / Haltestelle (im Tunnel) | 2,0                              | Hatsudai (初台)              | 1914–1978                 |
| Strecke (im Tunnel) · Haltepunkt / Haltestelle (Strecke außer Betrieb) · Strecke (im Tunnel) | 2,1                              | Hatashiro-Shōgakkō-mae       | Hatashiro-Shōgakkō-mae    |
| Strecke (im Tunnel) · Strecke (außer Betrieb) · Strecke (im Tunnel) |                                  | (幡代小学校前)               | 1914–1914                 |
| Strecke (im Tunnel) · Haltepunkt / Haltestelle (Strecke außer Betrieb) · Strecke (im Tunnel) | 2,4                              | Hatashiro (幡代)             | 1913–1945                 |
| Strecke (im Tunnel) · Strecke nach halblinks (außer Betrieb) · Abzweig ehemals geradeaus und nach halbrechts (im Tunnel) |                                  |                              |                           |
| Strecke (im Tunnel) · Strecke von halblinks (im Tunnel) · Abzweig geradeaus und von halbrechts (Strecke außer Betrieb) |                                  |                              |                           |
| Strecke (im Tunnel) · Strecke (im Tunnel) · Haltepunkt / Haltestelle (Strecke außer Betrieb) |                                  | Hatagaya (幡ヶ谷)            | 1913–1978                 |
| Haltepunkt / Haltestelle (im Tunnel) · Strecke (im Tunnel) · Strecke (außer Betrieb) |                                  | Hatagaya                     | Hatagaya                  |
| Tunnelende · Tunnelende · Strecke (außer Betrieb) |                                  | ← Neue Keiō-Linie            | 1978–                     |
| |                                  |                              |                           |
| Bahnhof | 3,6                              | Sasazuka (笹塚)              | 1913–                     |
| Haltepunkt / Haltestelle | 4,4                              | Daitabashi (代田橋)          | 1913–                     |
| | 5,2                              | Meidaimae (明大前)           | 1913–                     |
| Strecke quer · Kreuzung geradeaus oben · Strecke quer |                                  | ↔ Keiō Inokashira-Linie      | 1933–                     |
| | 6,1                              | Shimo-Takaido (下高井戸)     | 1913–                     |
| Strecke |                                  | → Setagaya-Linie             | 1925–                     |
| Bahnhof | 7,0                              | Sakurajōsui (桜上水)         | 1926–                     |
| |                                  |                              |                           |
| Betriebsstelle Streckenende · Strecke |                                  | Depot Wakabadai              | Depot Wakabadai           |
| Haltepunkt / Haltestelle | 7,8                              | Kami-Kitazawa (上北沢)       | 1913–                     |
| Haltepunkt / Haltestelle | 8,4                              | Hachimanyama (八幡山)        | 1918–                     |
| Haltepunkt / Haltestelle | 9,1                              | Roka-kōen (芦花公園)         | 1913–                     |
| Haltepunkt / Haltestelle | 9,9                              | Chitose-Karasuyama           | Chitose-Karasuyama        |
| Strecke |                                  | (千歳烏山)                   | 1913–                     |
| Brücke über Wasserlauf |                                  | Sengawa                      | Sengawa                   |
| Haltepunkt / Haltestelle | 11,5                             | Sengawa (仙川)               | 1913–                     |
| |                                  |                              |                           |
| Bahnhof (Strecke außer Betrieb) · Bahnhof | 12,5                             | Tsutsujigaoka (つつじヶ丘)   | 1913–                     |
| Haltepunkt / Haltestelle (Strecke außer Betrieb) · Haltepunkt / Haltestelle | 13,3                             | Shibasaki (柴崎)             | 1913–                     |
| Brücke über Wasserlauf (Strecke außer Betrieb) · Brücke über Wasserlauf |                                  | Nogawa                       | Nogawa                    |
| Strecke nach halbrechts (außer Betrieb) · Abzweig geradeaus und ehemals nach halbrechts |                                  |                              |                           |
| Strecke von halblinks (außer Betrieb) · Strecke von halblinks und von halbrechts (außer Betrieb) · Strecke von halbrechts |                                  |                              |                           |
| Strecke (außer Betrieb) · Strecke (außer Betrieb) · Tunnelanfang |                                  |                              |                           |
| Haltepunkt / Haltestelle (Strecke außer Betrieb) · Haltepunkt / Haltestelle (Strecke außer Betrieb) · Haltepunkt / Haltestelle (im Tunnel) | 14,2                             | Kokuryō (国領)               | 1913–                     |
| Haltepunkt / Haltestelle (Strecke außer Betrieb) · Haltepunkt / Haltestelle (Strecke außer Betrieb) · Haltepunkt / Haltestelle (im Tunnel) | 14,9                             | Fuda (布田)                  | 1913–                     |
| Strecke (im Tunnel) |                                  |                              |                           |
| Bahnhof (Strecke außer Betrieb) · Bahnhof (im Tunnel) | 15,5                             | Chōfu (調布)                 | 1913–                     |
| Strecke (außer Betrieb) |                                  |                              |                           |
| Strecke (außer Betrieb) · Strecke (im Tunnel) · Tunnelende |                                  |                              |                           |
| Abzweig geradeaus und nach links (Strecke außer Betrieb) · Kreuzung (Querstrecke außer Betrieb) (im Tunnel) · Abzweig ehemals quer und nach links |                                  | → Keiō Sagamihara-Linie      | 1916–                     |
| Strecke (außer Betrieb) · Tunnelende |                                  |                              |                           |
| |                                  |                              |                           |
| Haltepunkt / Haltestelle | 17,0                             | Nishi-Chōfu (西調布)         | 1916–                     |
| |                                  | Chūō-Autobahn                |                           |
| Bahnhof | 17,7                             | Tobitakyū (飛田給)           | 1916–                     |
| Haltepunkt / Haltestelle | 18,8                             | Musashinodai (武蔵野台)      | 1916–                     |
| Kreuzung geradeaus oben |                                  | ↔ Seibu Tamagawa-Linie       | 1917–                     |
| Haltepunkt / Haltestelle | 19,6                             | Tama-reien (多磨霊園)        | 1916–                     |
| Bahnhof | 20,4                             | Higashi-Fuchū (東府中)       | 1940–                     |
| Abzweig geradeaus und nach links |                                  | → Keiō Keibajō-Linie         | 1955–                     |
| ehemaliger Haltepunkt / Haltestelle |                                  | Higashi-Fuchū (東府中)       | 1916–1940                 |
| Bahnhof | 21,9                             | Fuchū (府中)                 | 1916–                     |
| Kreuzung mit Tunnelstrecke |                                  | ↔ Musashino-Linie            | 1973–                     |
| Kreuzung geradeaus oben (Querstrecke außer Betrieb) |                                  | ↔ Shimokawara-Linie          | 1920–1976                 |
| | 23,1                             | Bubaigawara (分倍河原)       | 1925–                     |
| Kreuzung geradeaus oben |                                  | ↔ Nambu-Linie                | 1928–                     |
| |                                  | Chūō-Autobahn                |                           |
| Haltepunkt / Haltestelle | 24,7                             | Nakagawara (中河原)          | 1925–                     |
| Brücke über Wasserlauf |                                  | Tama-gawa                    | Tama-gawa                 |
| Haltepunkt / Haltestelle | 26,3                             | Seiseki-Sakuragaoka          | Seiseki-Sakuragaoka       |
| Strecke |                                  | (聖蹟桜ヶ丘)                 | 1925–                     |
| Haltepunkt / Haltestelle | 28,0                             | Mogusaen (百草園)            | 1925–                     |
| Abzweig geradeaus und von links |                                  | → Keiō Dōbutsuen-Linie       | 1964–                     |
| Betriebs-/Güterbahnhof Streckenanfang · Strecke |                                  | Betriebswerk Takahatafudo    | Betriebswerk Takahatafudo |
| |                                  |                              |                           |
| Kreuzung mit U-Bahn geradeaus unten · U-Bahn-Bahnhof quer |                                  | ↔ Einschienenbahn Tama       | 2000–                     |
| Bahnhof |                                  | Takahatafudō (高幡不動)      | 1925–                     |
| |                                  |                              |                           |
| Betriebsstelle Streckenende · Strecke |                                  | Abstellanlage                | Abstellanlage             |
| Haltepunkt / Haltestelle | 32,1                             | Minamidaira (南平)           | 1926–                     |
| Haltepunkt / Haltestelle | 33,4                             | Hirayamajōshi-kōen           | Hirayamajōshi-kōen        |
| Strecke |                                  | (平山城址公園)               | 1925–                     |
| Haltepunkt / Haltestelle | 34,9                             | Naganuma (長沼)              | 1925–                     |
| Bahnhof | 36,1                             | Kitano (北野)                | 1925–                     |
| Abzweig geradeaus und nach links |                                  | → Keiō Takao-Linie           | 1967–                     |
| Strecke · Strecke von links |                                  | → Yokohama-Linie             | 1908–                     |
| Kreuzung geradeaus unten · Abzweig geradeaus und von rechts |                                  | ←↓ Chūō-Hauptlinie           | 1889–                     |
| Kreuzung geradeaus unten · Abzweig geradeaus und von rechts |                                  | ← Hachikō-Linie              | 1931–                     |
| Strecke |                                  |                              |                           |
| Strecke (außer Betrieb) · Tunnelanfang · Strecke |                                  |                              |                           |
| Kopfbahnhof Streckenende (Strecke außer Betrieb) · Kopfbahnhof Streckenende (im Tunnel) · Strecke | 37,9                             | Keiō-Hachiōji (京王八王子)   | 1925–                     |
| U-Bahn-Kopfbahnhof Streckenanfang (Strecke außer Betrieb) |                                  | ↓ Musashi Chūō Denki Tetsudō | 1929–1939                 |

Die Keiō-Linie (jap. 京王線, Keiō-sen) ist eine Eisenbahnstrecke auf der japanischen Insel Honshū, die von der Bahngesellschaft Keiō Dentetsu betrieben wird. In der Präfektur Tokio verbindet sie den im Stadtzentrum gelegenen Bahnhof Shinjuku mit den Städten Chōfu, Fuchū und Hachiōji in der Tama-Region. Sie ist die Hauptstrecke der Keiō Dentetsu und mit mehreren kurzen Zweigstrecken verbunden. Die Strecke ist nicht mit der Keiyō-Linie im Osten der Metropolregion Tokio zu verwechseln.

## Streckenbeschreibung
Die 37,9 km lange und durchgehend zweigleisig ausgebaute Strecke ist mit 1500 V Gleichspannung elektrifiziert. Sie bedient 34 Bahnhöfe, die Höchstgeschwindigkeit beträgt 110 km/h. Ein ungewöhnliches Merkmal der Keiō-Linie und der fünf davon abzweigenden Linien ist die so genannte „schottische Spurweite“ von 1372 mm (bzw. 4½ Fuß), die in Japan sonst nur bei Straßenbahnen und einer einzigen U-Bahn-Linie verwendet wird. Zurückzuführen ist dies auf den Ursprung der Keiō-Linie als Überlandstraßenbahn.
Östlicher Ausgangspunkt ist der dreigleisige, von Norden nach Süden ausgerichtete Tunnelbahnhof Shinjuku, der sich parallel zu den Anlagen von Odakyū Dentetsu und JR East befindet. In einer scharfen Rechtskurve biegt der Tunnel in südwestliche Richtung ab und passiert dabei die stillgelegten Bahnhöfe Hatsudai und Hatagaya. Unmittelbar beim Tunnelportal kurz vor Sasazuka vereinigt sich die Strecke mit der Neuen Keiō-Linie. Oberirdisch schlägt sie nun ungefähr eine westliche Richtung ein, wobei sie sich bis kurz vor Daitabashi auf einem Viadukt befindet. Anschließend ist sie ebenerdig und weist eine hohe Zahl an höhengleichen Bahnübergängen auf. In Meidaimae überquert sie rechtwinklig die Keiō Inokashira-Linie, zu der aufgrund einer unterschiedlichen Spurweite keine Gleisverbindung besteht.
Die Bahnhöfe Kokuryō, Fuda und Chōfu wurden 2012 in einen Tunnel verlegt, der einen oberirdischen Abschnitt mit mehreren Bahnübergängen ersetzte. Während die beiden erstgenannten Tunnelbahnhöfe zweigleisig sind, besitzt Chōfu vier Gleise auf zwei Ebenen, weil hier die stark frequentierte Keiō Sagamihara-Linie abzweigt. In Higashi-Fuchū zweigt die kurze Keiō Keibajō-Linie zur Pferderennbahn Tokio ab. Im Turmbahnhof Bubaigawara wird die Nambu-Linie von JR East auf der oberen Ebene gekreuzt. Anschließend wendet sich die Strecke für ein kurzes Stück nach Süden und überquert dabei den Fluss Tama. Dem Südufer des Nebenflusses Asakawa folgend, wird Takahatafudō erreicht, der Ausgangspunkt der Keiō Dōbutsuen-Linie zum Tama-Zoo. Bei Kitano zweigt die Keiō Takao-Linie ab. Endstation ist der zweigleisige Tunnelbahnhof Keiō-Hachiōji im Stadtzentrum vom Hachiōji.

## Züge

Übersicht des Zugangebots

Das Zugangebot auf der Keiō-Linie ist sehr dicht. Beispielsweise verkehren tagsüber ab Shinjuku im Zentrum Tokios jede Stunde mehr als 20 Züge, noch mehr während der Hauptverkehrszeit. Sie befahren einerseits die Keiō-Linie auf ihrer gesamten Länge bis nach Keiō-Hachiōji, andererseits biegen sie auf die Keiō Sagamihara-Linie bzw. die Keiō Takao-Linie ab und verkehren nach Hashimoto oder Takaosanguchi. Neben gewöhnlichen Nahverkehrszügen gibt es sechs Schnell- und Eilzug-Typen, die an unterschiedlich vielen Zwischenbahnhöfen halten. Nachfolgend eine Übersicht:
■ Keio Liner (京王ライナー)

Auf die Bedürfnisse von Fahrgästen auf langen Distanzen ausgerichtet sind die im Februar 2018 eingeführten Keio Liner. Sie sind die einzigen Züge, für die ein Zuschlag erforderlich ist, verbunden mit einer Sitzplatzreservation. Ab Shinjuku verkehren sie werktags stündlich ab 20:00 Uhr, an Wochenenden und Feiertagen ab 16:20 Uhr. Von Keiō-Hachiōji zurück nach Shinjuku fahren sie am frühen Morgen. Unterwegs halten sie nur in Fuchū, Bubaigawara, Takahatafudō und Kitano.
■ Tokkyū (特急, engl. Special Express)

Die schnellsten Züge ohne Zuschlagspflicht auf der Keiō-Linie bewältigen die gesamte Strecke in 37 Minuten. Sie halten an denselben Bahnhöfen wie die Keio Liner sowie zusätzlich in Meidaimae und Chōfu.
■ Juntokkyū (準特急, engl. Semi Special Express)

Diese Schnellzüge verkehren am häufigsten. Im Vergleich zu den Special Express halten sie auch in Sasazuka und Chitose-Karasuyama. Einzelne Züge werden bei Großveranstaltungen auf der Pferderennbahn Tokio nach Fuchūkeiba-seimommae geleitet.
■ Kyūkō (急行, engl. Express)

Hierbei handelt es sich um Eilzüge, die von der Toei Shinjuku-Linie der Tokioter U-Bahn zur Neuen Keiō-Linie durchgebunden werden und erst in Sasazuka auf die Keiō-Linie treffen. Ab dort halten sie im Vergleich zu den Semi Special Express zusätzlich in Sakurajōsui, Tsutsujigaoka und Higashi-Fuchū. Einzelne Züge werden an Wochenenden und Feiertagen nach Tama-Dōbutsukōen geleitet.
■ Kukan-kyūkō (区間急行, engl. Semi Express)

Im Vergleich zu den Semi Special Express halten diese züge zwischen Shinjuku und Higashi-Fuchū zusätzlich in Sengawa, danach an allen Bahnhöfen.
■ Kaisoku (快速, engl. Rapid)

Diese Züge lassen in Zentrumsnähe nur vereinzelte Bahnhöfe aus, ab Chōfu halten sie überall.
■ Kakueki-teisha (各駅停車, engl. Local)

Der Nahverkehr mit Halt an sämtlichen Bahnhöfen wird zwischen Sasazuka und Shinjuku in fast allen Fällen auf die Neue Keiō-Linie geleitet und vielfach zur Toei-Shinjuku-Linie durchgebunden.

## Geschichte

### Anfänge als Überlandstraßenbahn
Ältester Teil der Keiō-Linie ist der Abschnitt zwischen Sasazuka und Chōfu, eröffnet am 15. April 1913 durch die Vorgängergesellschaft Keiō Denki Kidō (京王電気軌道), wobei denki kido übersetzt „elektrische Straßenbahn“ bedeutet. Dieser Name ist kein Zufall, denn die Strecke war nicht nach dem Eisenbahngesetz konzessioniert worden, sondern nach dem Straßenbahngesetz (ersteres sah damals noch gar keine elektrischen Vorortbahnen vor). Somit kam nicht die bei Eisenbahnen übliche Kapspur (1067 mm) zur Anwendung, sondern die „schottische Spurweite“ von 1372 mm wie bei der Tokioter Straßenbahn.
Schritt für Schritt stieß die Strecke jeweils um wenige hundert Meter weiter ostwärts in Richtung Stadtzentrum vor: am 11. Oktober 1913 von Sasazuka nach Hatashiro, am 8. April 1914 nach Hatashiro-Shōgakkō-mae, am 11. Juni 1914 nach Nishisandō, am 19. November 1914 nach Shinmachi, am 31. März 1915 nach Aoibashi, am 1. Mai 1915 zum Vorplatz des Bahnhofs Shinjuku (Shinjuku-ekimae) und am 30. Mai 1915 zur vorläufigen Endstation Shinjuku Oiwake. Östlich von Hatagaya verlief die Trasse weitgehend straßenbündig entlang der Hauptstraße Kōshū Kaidō (entspricht der heutigen Nationalstraße 20). Im Westen reichte die Strecke am 1. September 1916 von Chōfu aus zunächst bis Tobitakyū und am 31. Oktober 1916 bis Fuchū.

### Kontinuierlicher Ausbau
Von 1920 bis 1923 erfolgte der zweigleisige Ausbau der Strecke. Aufgrund von Stromausfällen nach dem Großen Kantō-Erdbeben war der Betrieb vom 1. bis 4. September 1923 unterbrochen. 1922 war die Tochtergesellschaft Gyokunan Tetsudō (玉南電気鉄道) gegründet worden, die den Bau einer 16,3 km langen Anschlussstrecke von Fuchū nach Higashi-Hachiōji (heute Keiō-Hachiōji) in Angriff nahm. Um die vom Staat in Aussicht gestellten Fördergelder beanspruchen zu können, entstand sie nach dem neu eingeführten Lokalbahngesetz in Kapspur. Sie ging am 24. März 1925 in Betrieb. Die Fördergelder blieben jedoch letztlich aus, da das Eisenbahnministerium die Strecke als Konkurrenz zu der in geringer Entfernung parallel verlaufenden Chūō-Hauptlinie betrachtete. Am 1. Dezember 1926 fusionierte die Gyokunan Tetsudō deshalb mit ihrer Muttergesellschaft, die eine neue Konzession für die Anschlussstrecke beantragte. Die daraufhin begonnene Umspurung auf 1372 mm war am 1. Juni 1927 vollendet, was es erlaubte, nach dem Fahrplanwechsel im Mai 1928 durchgehende Züge von Shinjuku nach Hachiōji anzubieten.

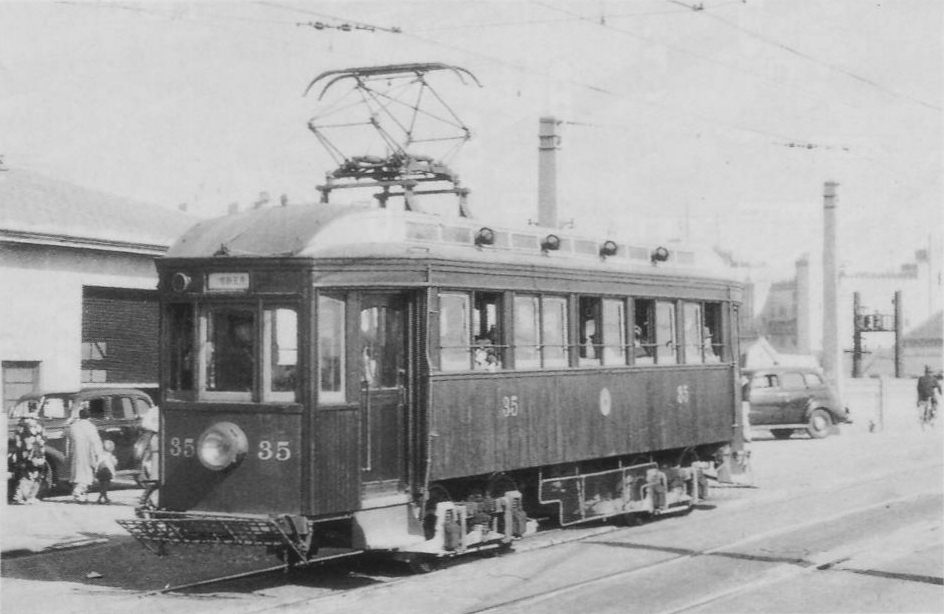
Straßenbahnähnlicher Triebwagen bei Shinjuku (1937)

Inzwischen war die östliche Endstation ersetzt worden. Der am 28. Oktober 1927 eröffnete Bahnhof Keiō-Shinjuku befand sich im ersten Geschoss eines neu errichteten Büro- und Warenhausgebäudes. Es bestand Anschluss an die städtischen Straßenbahnen, aber keine Gleisverbindung. In den folgenden Jahren baute die Keiō Denki Kidō die Strecke weiter aus. Dazu gehörten größere und zusätzliche Bahnhöfe, Doppelspurausbauten sowie insbesondere im Juni 1936 die Verlegung des Abschnitts Hatagaya–Shinmachi auf einen unabhängigen Bahnkörper. Zu diesem Zweck baute man einen ungenutzten Abzugskanal des Tamagawa-Aquädukts um.
Der Pazifikkrieg brachte bedeutende Änderungen mit sich. Auf Grundlage des Gesetzes zur Koordination von Landverkehrsunternehmen musste sich die Keiō Denki Kidō am 31. Mai 1944 dem Daitōkyū-Konglomerat anschließen, dem bereits die Bahngesellschaften Odakyū, Keikyū und Tokyū angehörten. Nachdem ein Luftangriff der United States Army Air Forces das Umspannwerk Tenjinbashi zerstört hatte und die Spannung deswegen abnahm, waren die Züge nicht mehr in der Lage, die Rampe zur Überführung an der Südseite des Bahnhofs Shinjuku zu bewältigen. Aus diesem Grund mussten der Bahnhof Keiō-Shinjuku am 24. Juli 1945 stillgelegt und die Endstation zum Westeingang verlegt werden. Am 15. August 1945 reichte Daitōkyū den Antrag ein, die Keiō-Linie dem Lokalbahngesetz zu unterstellen; die Änderung trat am 1. Oktober desselben Jahres in Kraft. Das Konglomerat löste sich drei Jahre später auf und an seiner Stelle übernahm am 1. Juni 1948 die neu entstandene Keiō Teito Dentetsu (seit 1998 Keiō Dentetsu) den Betrieb der Keiō-Linie.

### Modernisierungen und Trassenverlegungen

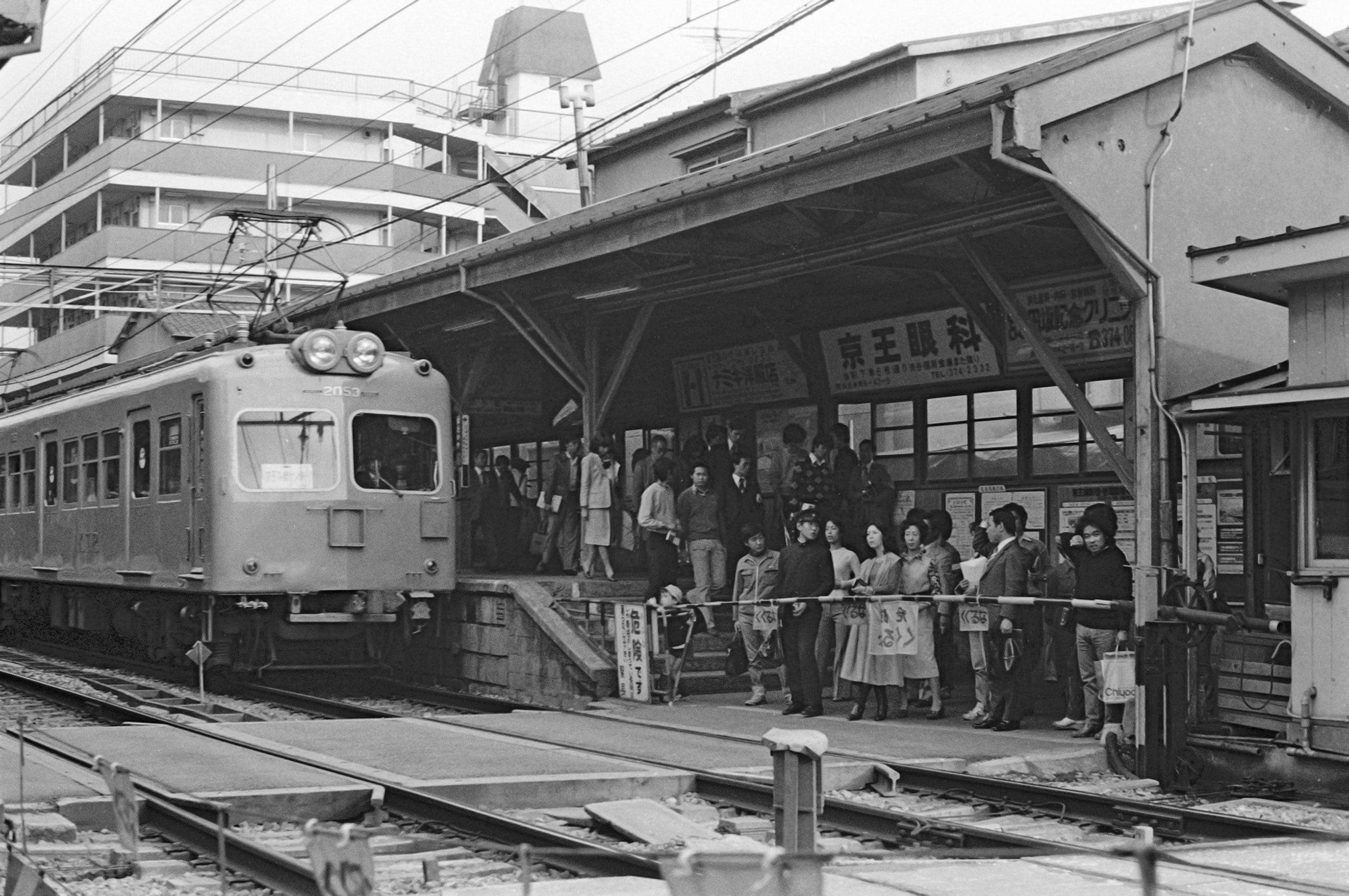
Ehemaliger Bahnhof Hatagaya

Nach Kriegsende wuchs die Bevölkerung in der Tama-Region stark an, was zunehmend zur Überlastung der Keiō-Linie führte. Im Juli 1953 erhielt der Abschnitt zwischen Shinjuku und dem inzwischen aufgehobenen Bahnhof Shinmachi einen unabhängigen Bahnkörper. Allerdings führte das Fehlen von Barrieren an den Bahnübergängen zu zahlreichen Problemen, außerdem stand die Bahnstrecke der geplanten Verbreiterung der Hauptstraße Kōshū Kaidō im Weg. Aus diesen Gründen ersetzte man den östlichsten Abschnitt durch eine unterirdische Streckenführung und nahm diese am 1. April 1963 zusammen mit einem Tunnelbahnhof in Shinjuku in Betrieb. Am 4. August desselben Jahres folgte die Erhöhung der Oberleitungsspannung von 600 V auf 1500 V und am 7. Juni 1964 wurde der Tunnel bis westlich von Hatsudai verlängert.
Als das Verkehrsministerium im Jahr 1968 den Bau der in Chōfu abzweigenden Keiō Sagamihara-Linie zur Planstadt Tama New Town vorstellte, war den Verantwortlichen bewusst, dass die Kapazität der Keiō-Linie bei weitem nicht ausreichen würde. So entstand zwischen Shinjuku und Sasazuka die weitgehend parallel auf einer tieferen Ebene verlaufende Neue Keiō-Linie, die am 31. Oktober 1978 in Betrieb ging. Die Bahnhöfe Hatsudai und Hatagaya an der Keiō-Linie wurden geschlossen und durch Neubauten an der Neuen Keiō-Linie ersetzt. Diese Entlastungsstrecke diente ab 16. März 1980 auch zur Durchbindung von U-Bahn-Zügen der Toei Shinjuku-Linie. Am 2. April 1989 erhielt die westliche Endstation Keiō-Hachiōji ebenfalls einen Tunnelbahnhof. Schließlich wurden die Bahnhöfe Kokuryō, Fuda und Chōfu nach vierjähriger Bauzeit am 19. August 2012 in den Untergrund verlegt, wodurch 18 niveaugleiche Bahnübergänge aufgehoben werden konnten.

## Kapazitätsengpässe
Die Keiō-Linie ist berüchtigt für die hohe Anzahl an Bahnübergängen, was in Verbindung mit dem dichten Zugverkehr oft zu Verkehrsstaus auf den umliegenden Straßen führt. Gemäß einer Erhebung des Baudezernats der Präfekturverwaltung (Tokyo Metropolitan Government)  sind während der Hauptverkehrszeit allein auf dem 7,2 Kilometer langen Abschnitt zwischen Sasazuka und Sengawa alle 25 Übergänge während mehr als 40 Minuten pro Stunde geschlossen, 20 sogar während mehr als 50 Minuten. Das Problem soll längerfristig durch den Bau eines Viadukts oder Tunnels gelöst werden.
Auch die Überlastung der Keiō-Linie selbst verursacht Probleme. Häufig fahren die Züge während der Hauptverkehrszeit in einem Abstand von nur einer Minute, was bei Verspätungen bisweilen zu Pulkbildung führt. Die Bahngesellschaft und die Präfekturverwaltung schlugen deshalb im Jahr 2016 vor, den besonders stark belasteten Abschnitt zwischen Sasazuka und Chōfu viergleisig auszubauen.

## Liste der Bahnhöfe

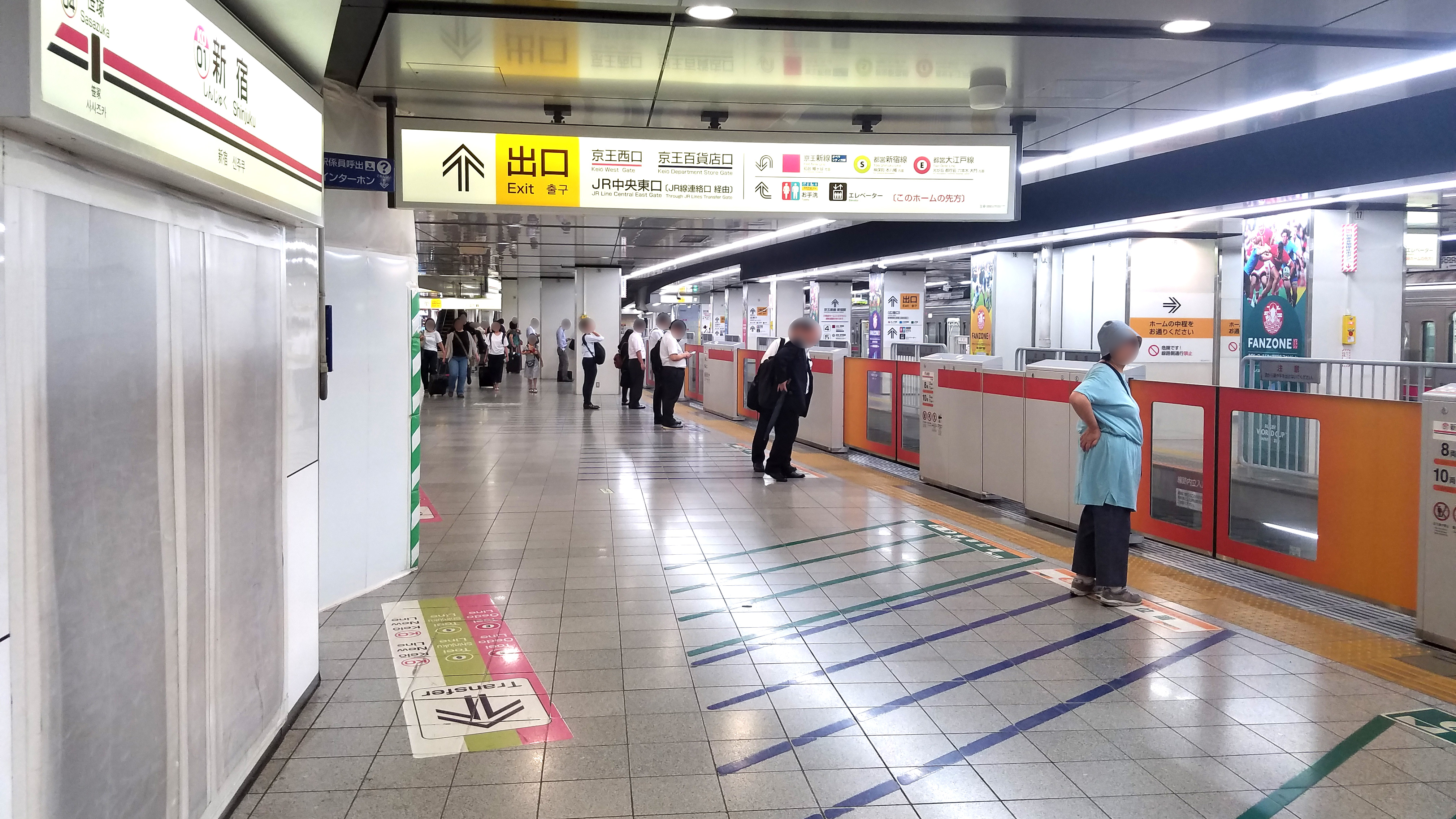
Keiō-Tunnelbahnhof in Shinjuku
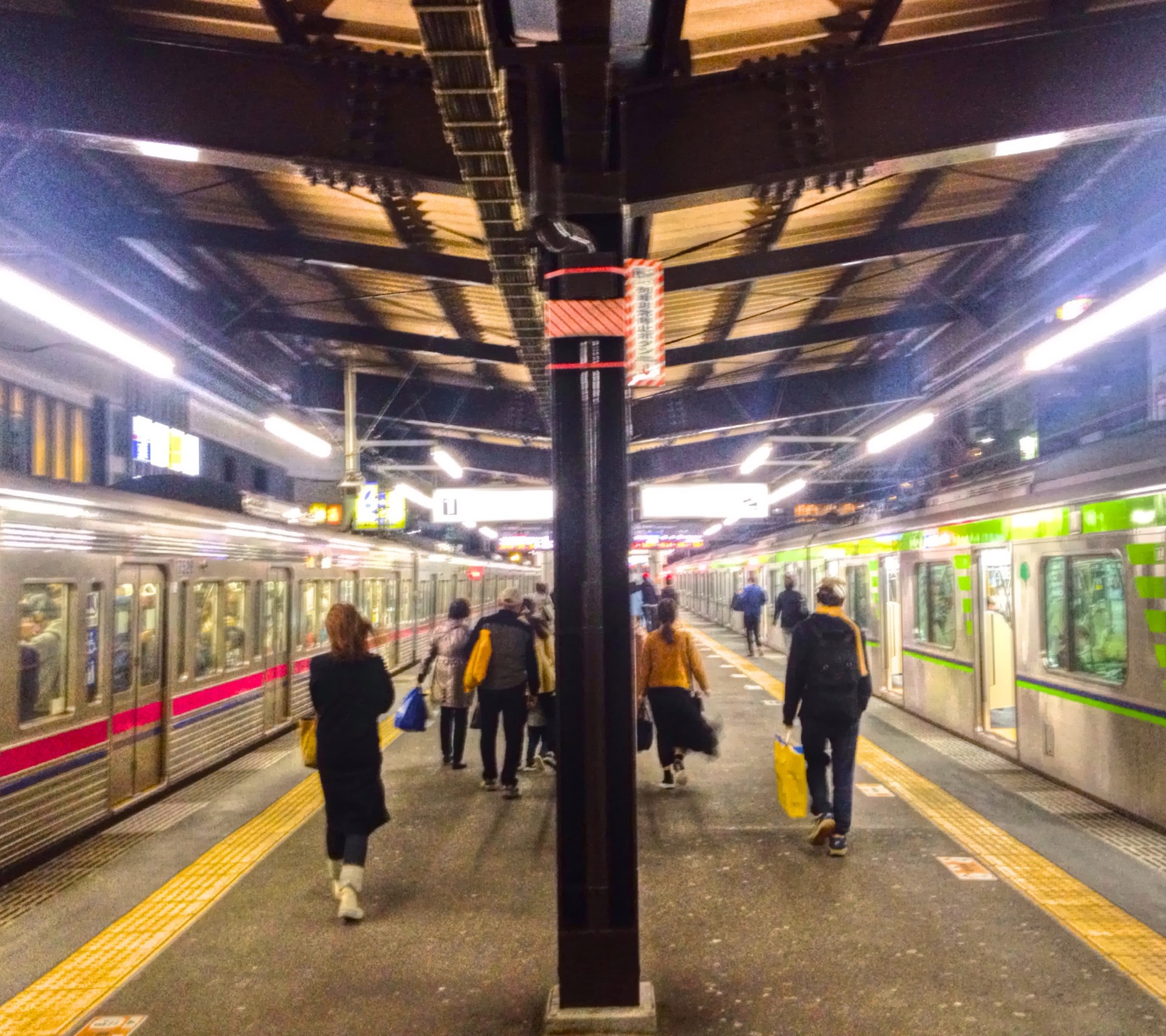
Bahnhof Sasazuka
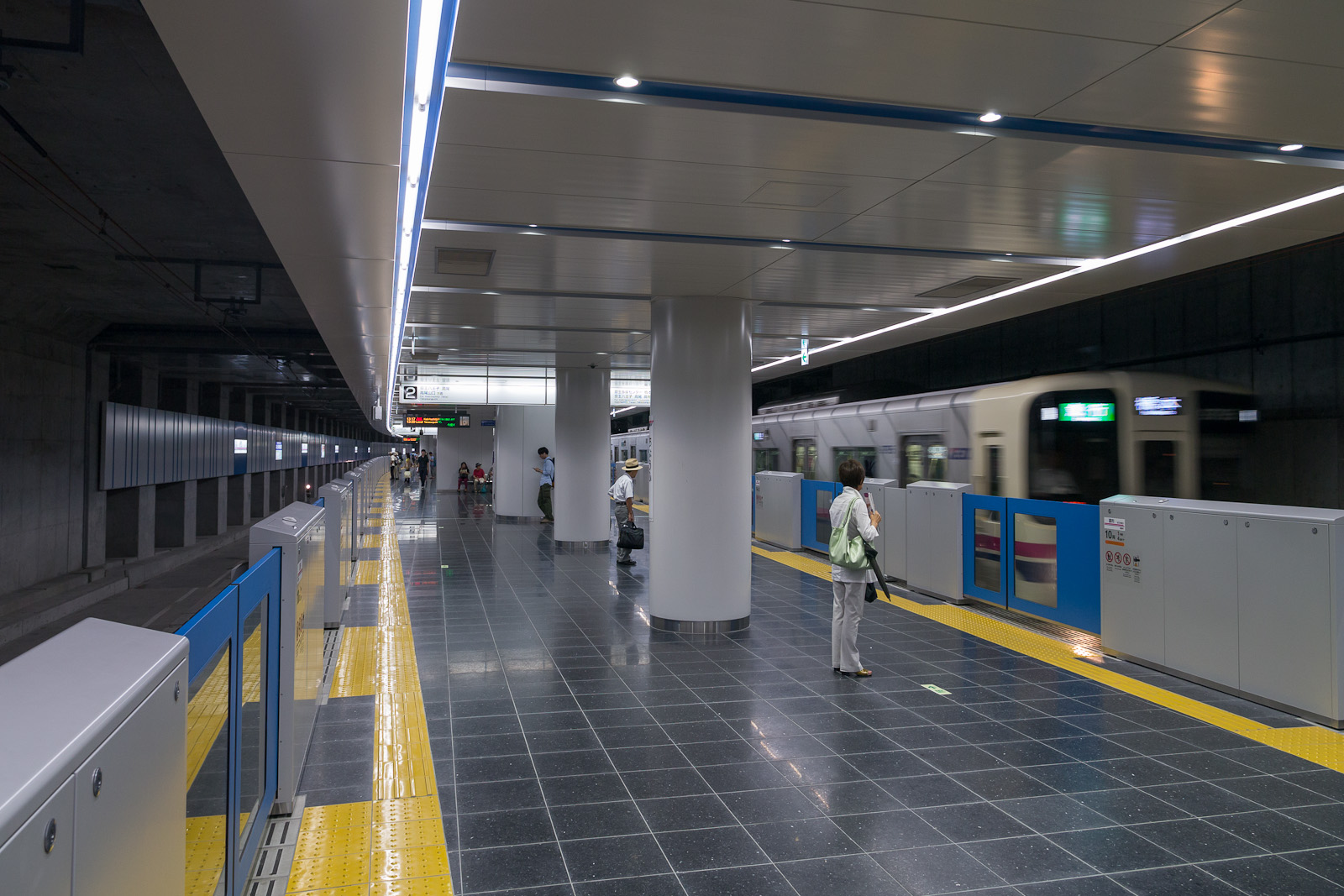
Bahnhof Chōfu
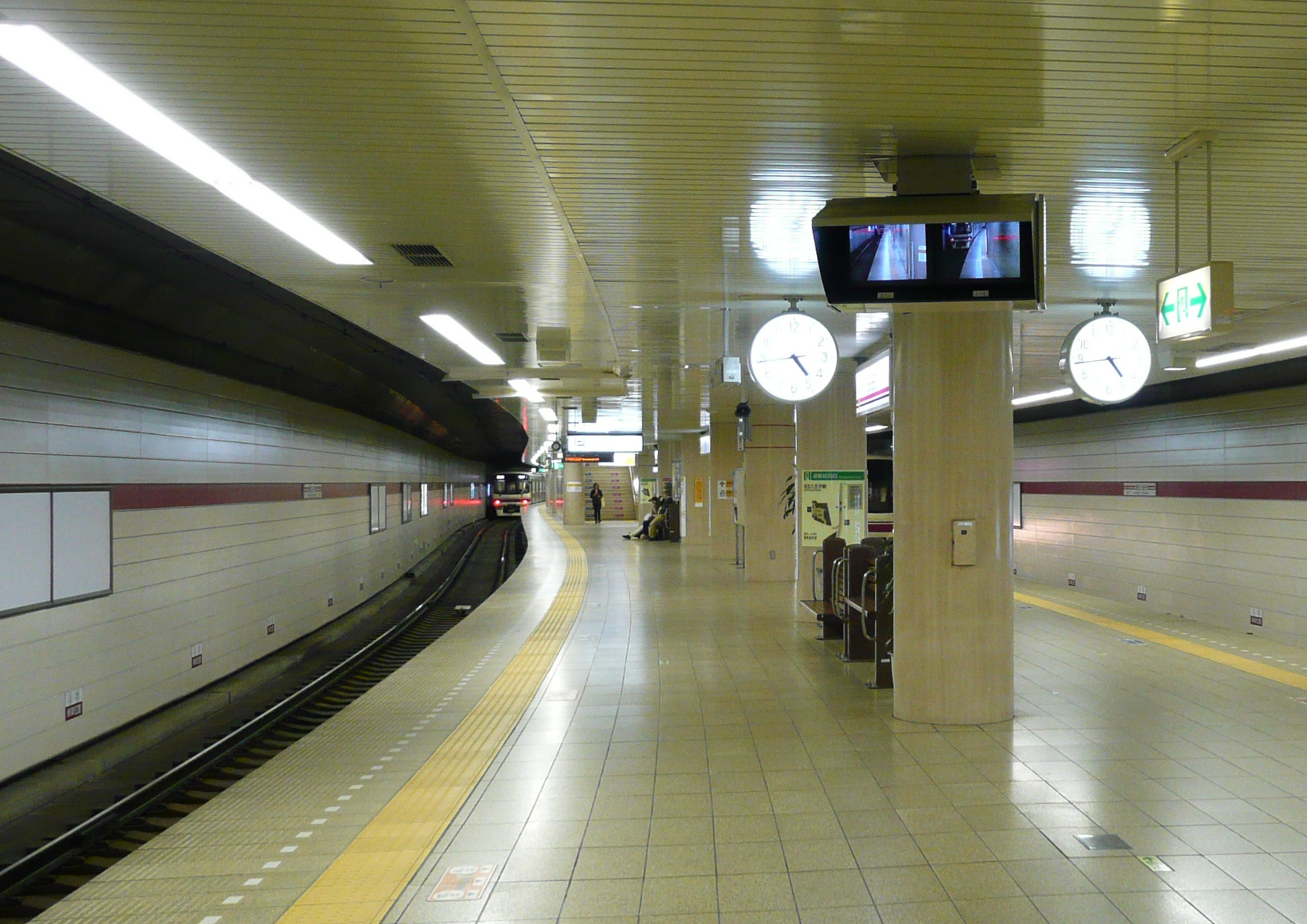
Bahnhof Keiō-Hachiōji

To = Tokkyū (Special Express); Ju = Juntokkyū (Semi Special Express); Ky = Kyūkō (Express); Kk = Kukan-kyūkō (Semi Express); Ka = Kaisoku (Rapid); KL = Keio Liner
| Name | Name                              | km   | To | Ju | Ky | Kk | Ka | KL | Anschlusslinien | Lage   | Ort             |
| ---- | --------------------------------- | ---- | -- | -- | -- | -- | -- | -- | --- | ------ | --------------- |
| KO01 | Shinjuku (新宿)                   | 00,0 | ●  | ●  | ●  | ●  | ●  | ●  | Chūō-Hauptlinie (Chūō-Schnellbahnlinie) (Chūō-Sōbu-Linie) Saikyō-Linie Shōnan-Shinjuku-Linie Yamanote-Linie Neue Keiō-Linie Odakyū Odawara-Linie U-Bahn Tokio: Marunouchi-Linie Toei Shinjuku-Linie im Bhf. Seibu-Shinjuku: Seibu Shinjuku-Linie im U-Bhf. Shinjuku-Nishiguchi: Ōedo-Linie | Koord. | Shinjuku, Tokio |
| KO04 | Sasazuka (笹塚)                   | 03,6 | ●  | ●  | ●  | ●  | ǀ  | ǀ  | Neue Keiō-Linie | Koord. | Shibuya, Tokio  |
| KO05 | Daitabashi (代田橋)               | 04,4 | ǀ  | ǀ  | ǀ  | ǀ  | ǀ  | ǀ  | | Koord. | Setagaya, Tokio |
| KO06 | Meidaimae (明大前)                | 05,2 | ●  | ●  | ●  | ●  | ●  | ǀ  | Keiō Inokashira-Linie | Koord. | Setagaya, Tokio |
| KO07 | Shimo-Takaido (下高井戸)          | 06,1 | ●  | ǀ  | ǀ  | ǀ  | ǀ  | ǀ  | Setagaya-Linie | Koord. | Setagaya, Tokio |
| KO08 | Sakurajōsui (桜上水)              | 07,0 | ●  | ●  | ●  | ǀ  | ǀ  | ǀ  | | Koord. | Setagaya, Tokio |
| KO09 | Kami-Kitazawa (上北沢)            | 07,8 | ǀ  | ǀ  | ǀ  | ǀ  | ǀ  | ǀ  | | Koord. | Setagaya, Tokio |
| KO10 | Hachimanyama (八幡山)             | 08,4 | ●  | ǀ  | ǀ  | ǀ  | ǀ  | ǀ  | | Koord. | Suginami, Tokio |
| KO11 | Roka-kōen (芦花公園)              | 09,1 | ǀ  | ǀ  | ǀ  | ǀ  | ǀ  | ǀ  | | Koord. | Setagaya, Tokio |
| KO12 | Chitose-Karasuyama (千歳烏山)     | 09,9 | ●  | ●  | ●  | ●  | ǀ  | ǀ  | | Koord. | Setagaya, Tokio |
| KO13 | Sengawa (仙川)                    | 11,5 | ●  | ●  | ǀ  | ǀ  | ǀ  | ǀ  | | Koord. | Chōfu           |
| KO14 | Tsutsujigaoka (つつじヶ丘)        | 12,5 | ●  | ●  | ●  | ǀ  | ǀ  | ǀ  | | Koord. | Chōfu           |
| KO15 | Shibasaki (柴崎)                  | 13,3 | ǀ  | ǀ  | ǀ  | ǀ  | ǀ  | ǀ  | | Koord. | Chōfu           |
| KO16 | Kokuryō (国領)                    | 14,2 | ǀ  | ǀ  | ǀ  | ǀ  | ǀ  | ǀ  | | Koord. | Chōfu           |
| KO17 | Fuda (布田)                       | 14,9 | ǀ  | ǀ  | ǀ  | ǀ  | ǀ  | ǀ  | | Koord. | Chōfu           |
| KO18 | Chōfu (調布)                      | 15,5 | ●  | ●  | ●  | ●  | ●  | ǀ  | Keiō Sagamihara-Linie | Koord. | Chōfu           |
| KO19 | Nishi-Chōfu (西調布)              | 17,0 | ●  | ǀ  | ǀ  | ǀ  | ǀ  | ǀ  | | Koord. | Chōfu           |
| KO20 | Tobitakyū (飛田給)                | 17,7 | ●  | ǀ  | ǀ  | ǀ  | ǀ  | ǀ  | | Koord. | Chōfu           |
| KO21 | Musashinodai (武蔵野台)           | 18,8 | ●  | ǀ  | ǀ  | ǀ  | ǀ  | ǀ  | | Koord. | Fuchū           |
| KO22 | Tama-Reien (多磨霊園)             | 19,6 | ●  | ǀ  | ǀ  | ǀ  | ǀ  | ǀ  | | Koord. | Fuchū           |
| KO23 | Higashi-Fuchū (東府中)            | 20,4 | ●  | ●  | ●  | ǀ  | ǀ  | ǀ  | Keiō Keibajō-Linie | Koord. | Fuchū           |
| KO24 | Fuchū (府中)                      | 21,9 | ●  | ●  | ●  | ●  | ●  | ●  | | Koord. | Fuchū           |
| KO25 | Bubaigawara (分倍河原)            | 23,1 | ●  | ●  | ●  | ●  | ●  | ●  | Nambu-Linie | Koord. | Fuchū           |
| KO26 | Nakagawara (中河原)               | 24,7 | ●  | ●  | ǀ  | ǀ  | ǀ  | ǀ  | | Koord. | Fuchū           |
| KO27 | Seiseki-Sakuragaoka (聖蹟桜ヶ丘)  | 26,3 | ●  | ●  | ●  | ●  | ●  | ●  | | Koord. | Tama            |
| KO28 | Mogusaen (百草園)                 | 28,0 | ●  | ●  | ǀ  | ǀ  | ǀ  | ǀ  | | Koord. | Hino            |
| KO29 | Takahatafudō (高幡不動)           | 29,7 | ●  | ●  | ●  | ●  | ●  | ●  | Keiō Dōbutsuen-Linie Einschienenbahn Tama | Koord. | Hino            |
| KO30 | Minamidaira (南平)                | 32,1 | ●  | ●  | ǀ  | ǀ  | ǀ  | ǀ  | | Koord. | Hino            |
| KO31 | Hirayamajōshi-kōen (平山城址公園) | 33,4 | ●  | ●  | ǀ  | ǀ  | ǀ  | ǀ  | | Koord. | Hino            |
| KO32 | Naganuma (長沼)                   | 34,9 | ●  | ●  | ǀ  | ǀ  | ǀ  | ǀ  | | Koord. | Hachiōji        |
| KO33 | Kitano (北野)                     | 36,1 | ●  | ●  | ●  | ●  | ●  | ●  | Keiō Takao-Linie | Koord. | Hachiōji        |
| KO34 | Keiō-Hachiōji (京王八王子)        | 37,9 | ●  | ●  | ●  | ●  | ●  | ●  | im Bhf. Hachiōji: Chūō-Hauptlinie (Chūō-Schnellbahnlinie) Hachikō-Linie Yokohama-Linie | Koord. | Hachiōji        |